# Solovăstru
Solovăstru (Görgenyoroszfalu en hongrois, Weiseldorf en allemand) est une commune roumaine du județ de Mureș, dans la région historique de Transylvanie et dans la région de développement du Centre.

## Géographie
La commune de Solovăstru est située dans le nord-est du județ, sur les rives de la rivière Gurghiu, affluent de la rive gauche du Mureș, dans les collines de Mureș, à 3 km de Reghin et à 38 km de Târgu Mureș, le chef-lieu du județ.
La municipalité est composée des deux villages suivants (population en 2002) :
- Jabenița (1 226) ;
- Solovăstru (1 621), siège de la municipalité.

## Histoire
La première mention écrite du village date de 1381.
La commune de Solovăstru a appartenu au royaume de Hongrie, puis à l'empire d'Autriche et à l'Empire austro-hongrois.
En 1876, lors de la réorganisation administrative de la Transylvanie, elle a été rattachée au comitat de Maros-Torda.
La commune de Solovăstru a rejoint la Roumanie en 1920, au traité de Trianon, lors de la désagrégation de l'Autriche-Hongrie. Après le deuxième arbitrage de Vienne, elle a été occupée par la Hongrie de 1940 à 1944, période durant laquelle sa petite communauté juive fut exterminée par les Nazis. Elle est redevenue roumaine en 1945.

## Politique
| Parti | Parti                                                 | Sièges |
| ----- | ----------------------------------------------------- | ------ |
|       | Alliance des libéraux et démocrates (ALDE)            | 3      |
|       | Parti national libéral (PNL)                          | 3      |
|       | Parti social-démocrate (PSD)                          | 3      |
|       | Parti national paysan chrétien-démocrate (PNȚCD)      | 1      |
|       | Union nationale pour le progrès de la Roumanie (UNPR) | 1      |
|       | Parti social roumain (PSRo)                           | 1      |

## Religions
En 2002, la composition religieuse de la commune était la suivante :
- Chrétiens orthodoxes, 91,64 % ;
- Adventistes du septième jour, 6,49 %.

## Démographie
En 1910, la commune comptait 2 049 Roumains (91,68 %), 18 Hongrois (0,81 %) et 15 Allemands (0,67 %).
En 1930, on recensait 2 230 Roumains (92,45 %), 8 Hongrois (0,33 %), 8 Juifs (0,33 %) et 162 Tsiganes (6,72 %).
En 2002, 2 686 Roumains (94,34 %) côtoient 16 Hongrois (0,56 %) et 141 Tsiganes (4,95 %). On comptait à cette date 909 ménages et 1 050 logements.
| 1850  | 1880  | 1900  | 1910  | 1930  | 1956  | 1977  | 1992  | 2002  |
| ----- | ----- | ----- | ----- | ----- | ----- | ----- | ----- | ----- |
| 1 347 | 1 464 | 1 986 | 2 235 | 2 412 | 2 837 | 3 063 | 2 668 | 2 847 |

| 2007  | - | - | - | - | - | - | - | - |
| ----- | - | - | - | - | - | - | - | - |
| 2 951 | - | - | - | - | - | - | - | - |

## Économie
L'économie de la commune repose sur l'agriculture, l'élevage (volailles), la transformation du bois et la transformation du lait.

## Communications

### Routes
La commune se trouve sur la route régionale qui relie Reghin et Lapușna, au bout de la vallée du Gurghiu.

## Lieux et monuments
- Réserve naturelle Pădurea Mociar (48 ha.

## Personnages
- Virginia Zeani (1925-2023), chanteuse lyrique est née à Solovăstru.